# Melinoides ignea
Melinoides ignea là một loài bướm đêm trong họ Geometridae.